# USS Windsor (ARD-22)
L' USS Windsor (ARD-22), était un quai de réparation auxiliaire, un type de cale sèche flottante auxiliaire non automotrice de l'US Navy de classe ARD-12,.

## Historique
Construit en 1944 par la Pacific Bridge Company (en) à Alameda en Californie, l'ARD-22  a été affecté et mis en service à la fin de la Seconde Guerre mondiale. Il a servi essentiellement à la fin de la campagne de l'océan Pacifique jusqu'en 1946. Le 11 mai 1945, il était à Kerama Retto dans l'archipel Ryūkyū pour soutenir la bataille d'Okinawa.
De retour aux États-Unis, il est resté dans les eaux de l'Alaska avant d'être remorqué à Pearl Harbor en 1951. Il a été  ensuite transféré à la base navale de Subic Bay aux Philippines jusque dans les années 1970 au service de la Septième flotte des États-Unis. Il avait été renommé Windsor (ARD-22 le 9 mai 1967.
Il a été rayé du Naval Vessel Register le 16 mai 1976 après avoir été prêté puis vendu à Taïwan en vertu du programme d'assistance à la sécurité le 1er juin 1971. Il a été renommé Fo Wu 6.

## Décoration
- American Campaign Medal
- Asiatic-Pacific Campaign Medal
- World War II Victory Medal
- National Defense Service Medal
- Navy Occupation Service Medal

### Liens connexes
- Liste des navires auxiliaires de l'United States Navy
- Théâtre du Pacifique de la Seconde Guerre mondiale